# Julie Depardieu
Julie Marion Depardieu (ur. 18 czerwca 1973 w Paryżu) – francuska aktorka filmowa.

## Życiorys
Jest młodszym dzieckiem i jedyną córką pary aktorskiej Gérard Depardieu i Elisabeth Depardieu. Jej starszy brat Guillaume Depardieu (1971–2008) był także aktorem. Ma przyrodnią siostrę Roxanne, której matką jest francuska modelka Karine Silla.
Mając 20 lat debiutowała na dużym ekranie niewielką rolą Mathilde w melodramacie wojennym Pułkownik Chabert (Le Colonel Chabert, 1993) u boku ojca, z którym wystąpiła jeszcze potem w thrillerze Maszyna (La Machine, 1994) oraz miniserialu przygodowym na podstawie powieści Aleksandra Dumas Hrabia Monte Christo (Le Comte de Monte Cristo, 1998). Natomiast razem z bratem pojawiła się na planie mrocznego dramatu Sandmen (Les Marchands de sable, 2000) i filmu Zemsta Zaïde (Zaïde, un petit air de vengeance, 2001). Za kreację Jeanne-Marie w dramacie Mała Lili (La Petite Lili, 2003) na podstawie dramatu Antona Czechowa Mewa otrzymała w 2004 roku dwie nagrody Cezara jako najlepsza aktorka drugoplanowa i najlepsza młoda aktorka. W 2008 ponownie otrzymała Cezara dla najlepszej aktorki drugoplanowej za rolę w filmie Tajemnica.

## Wybrana filmografia

### Filmy kinowe
- 2007: Tajemnica (Un secret) jako Louise
- 2005: Królowie przeklęci (Les Rois maudits) jako Jeanne de Poitiers
- 2004: Terapia Eros (Je suis votre homme) jako Agathe
- 2004: Podium jako Véro
- 2004: Bardzo długie zaręczyny (Un Long dimanche de fiançailles) jako Véronique Passavant
- 2003: Mała Lili (La Petite Lili) jako Jeanne-Marie
- 2003: Hotelik w Prowansji (Bienvenue au gîte) jako Sophie
- 2003: Ulotny lew (Le Lion volatil) jako Clarisse
- 2001: Veloma jako Lucie
- 2001: Zemsta Zaïde (Zaïde, un petit air de vengeance) jako Marie
- 2001: Zła karma (Bad Karma) jako Crystal
- 2001: Moja krew (L’Aine Des Ferchaux) jako Lina
- 2001: Bóg jest wielki, a ja malutka (Dieu est grand, je suis toute petite) jako Valérie
- 2000: Ścieżki uczuć (Les Destinées sentimentales) jako Marcelle
- 2000: Kochaj mnie (Love me) jako Barbara
- 1999: Być może (Peut-être) jako Nathalie
- 1998: Egzamin o Północy (L’Examen de minuit) jako Séréna Dartois
- 1994: Maszyna (La Machine) jako pielęgniarka
- 1993: Pułkownik Chabert (Le Colonel Chabert) jako Mathilde

### Filmy telewizyjne
- 2004: Milady jako Constance Bonacieux

### Seriale telewizyjne
- 1998: Hrabia Monte Christo (Le Comte de Monte Cristo) jako Valentine de Villefort

### Filmy krótkometrażowe
- 2003: Spartacus jako Demonstrantka